# Вашингтон (округ Сок, Вісконсин)
Вашингтон (англ. Washington) — місто (англ. town) в США, в окрузі Сок штату Вісконсин. Населення — 1021 особа (2020).

## Демографія
Згідно з переписом 2010 року, у місті мешкало 1007 осіб у 320 домогосподарствах у складі 264 родин. Було 361 помешкання
Расовий склад населення:
| - 98,4 % — білих - 0,2 % — чорних або афроамериканців - 0,2 % — азіатів - 0,1 % — вихідців з тихоокеанських островів |

До двох чи більше рас належало 0,9 %. Частка іспаномовних становила 0,4 % від усіх жителів.
За віковим діапазоном населення розподілялося таким чином: 29,4 % — особи молодші 18 років, 59,3 % — особи у віці 18—64 років, 11,3 % — особи у віці 65 років та старші. Медіана віку мешканця становила 35,5 року. На 100 осіб жіночої статі у місті припадало 101,0 чоловіків;  на 100 жінок у віці від 18 років та старших — 103,1 чоловіків також старших 18 років.
Середній дохід на одне домашнє господарство  становив 63 294 долари США (медіана — 54 519), а середній дохід на одну сім'ю — 70 261 долар (медіана — 58 906). Медіана доходів становила 41 066 доларів для чоловіків та 33 409 доларів для жінок. За межею бідності перебувало 8,9 % осіб, у тому числі 8,6 % дітей у віці до 18 років та 15,2 % осіб у віці 65 років та старших.
Цивільне працевлаштоване населення становило 490 осіб. Основні галузі зайнятості: виробництво — 27,1 %, освіта, охорона здоров'я та соціальна допомога — 17,1 %, будівництво — 10,6 %, роздрібна торгівля — 10,2 %.